# Der Vogelfreund
Der Vogelfreund ist das Fachorgan und die Mitgliederzeitschrift des Deutschen Kanarien- und Vogelzüchter-Bundes e.V. (DKB).
Sie bezeichnet sich selbst als Fachzeitschrift für Vogelzüchter, Vogelliebhaber und Vogelschützer und veröffentlicht Artikel zur Ornithologie und vor allem zur Avifaunistik.
Der Vogelfreund enthält Nachrichten und Information zum Thema Vogelschutz, Vogelberingung, Systematik der Vögel, Pflege und Zucht, sowie Pflanzenkunde, Zuchtberichte und Kernthemen des DKB (Natur-, Umwelt- und Artenschutz) und Berichterstattungen zu den tierschutzrechtlichen Veränderungen. Primär ist das Heft für Vereinsmitglieder, sie kann aber auch direkt beim Verlag einzeln bezogen werden und hat eine Auflage von zirka 5000 Exemplaren.

## Geschichte
Gegründet wurde die Zeitschrift 1948 als Der Kanarienfreund. Unter diesem Namen blieb sie bis ins Jahr 1997 bestehen. Durch die angestrebte Neuausrichtung des DKB sich an alle organisierten Vogelzüchter zu wenden, wurde der Verein um den Zusatz „Vogelzüchter“ ergänzt und die Zeitschrift von 'Kanarienfreund' in 'Vogelfreund' umbenannt. Seither hat sie ihren Namen nicht mehr gewechselt. Sie ist neben der Gefiederten Welt und dem Mitteilungsblatt der Vereinigung für Artenschutz, Vogelhaltung und Vogelzucht (AZ) e. V eines der wichtigsten Periodika der deutschsprachigen Avifaunistik.
Durch die Digitalisierungsbestrebungen des Deutschen Kanarien- und Vogelzüchterbund werden seit Mai 2022 ältere Magazine digitalisiert und kostenlos auf der Verbandsseite zur Verfügung gestellt.